# Емсворт (Пенсільванія)
Емсворт (англ. Emsworth) — місто (англ. borough) в США, в окрузі Аллегені штату Пенсільванія. Населення — 2525 осіб (2020).

## Географія
Емсворт розташований за координатами 40°30′39″ пн. ш. 80°5′46″ зх. д. / 40.51083° пн. ш. 80.09611° зх. д. (40.510872, -80.096217).  За даними Бюро перепису населення США в 2010 році місто мало площу 1,79 км², з яких 1,47 км² — суходіл та 0,32 км² — водойми.

## Демографія
Згідно з переписом 2010 року, у селищі мешкало 2449 осіб у 1123 домогосподарствах у складі 591 родини. Густота населення становила 1367 осіб/км².  Було 1201 помешкання (671/км²).
Расовий склад населення:
| - 91,8 % — білих - 4,4 % — чорних або афроамериканців - 1,7 % — азіатів |

До двох чи більше рас належало 1,5 %. Частка іспаномовних становила 1,0 % від усіх жителів.
За віковим діапазоном населення розподілялося таким чином: 20,7 % — особи молодші 18 років, 66,3 % — особи у віці 18—64 років, 13,0 % — особи у віці 65 років та старші. Медіана віку мешканця становила 38,7 року. На 100 осіб жіночої статі у селищі припадало 104,1 чоловіків;  на 100 жінок у віці від 18 років та старших — 98,3 чоловіків також старших 18 років.
Середній дохід на одне домашнє господарство  становив 64 682 долари США (медіана — 52 200), а середній дохід на одну сім'ю — 85 856 доларів (медіана — 75 662). Медіана доходів становила 45 750 доларів для чоловіків та 39 844 долари для жінок. За межею бідності перебувало 5,0 % осіб, у тому числі 2,0 % дітей у віці до 18 років та 5,7 % осіб у віці 65 років та старших.
Цивільне працевлаштоване населення становило 1394 особи. Основні галузі зайнятості: освіта, охорона здоров'я та соціальна допомога — 26,1 %, науковці, спеціалісти, менеджери — 15,6 %, мистецтво, розваги та відпочинок — 8,6 %, фінанси, страхування та нерухомість — 7,8 %.